# Chukwani
Chukwani è una circoscrizione mista (mixed ward) della Tanzania situata nel distretto di Magharibi, regione di Zanzibar Urbana-Ovest. Conta una popolazione di 8 298 abitanti (censimento 2012).